# Хромова, Елена Афанасьевна
Елена Афанасьевна Хро́мова (5 сентября 1925, Москва, СССР — 9 июля 2015, там же, Россия) — советская и российская актриса.

## Биография
Родилась 5 сентября 1925 года в Москве. Выпускница первого набора Школы-студии МХАТ (1947). Играла в спектаклях МХАТа с 1946 года.
После разделения театра в 1987 году осталась в труппе МХАТ имени М. Горького под руководством Т. В. Дорониной.
Скончалась 9 июля 2015 года. Похоронена в Москве на Ваганьковском кладбище рядом с родителями.

### Театральные работы
- Соня («Дядя Ваня» А. П. Чехова, постановка М. Н. Кедрова)
- Цветаева («Мещане» М. Горького, постановка С. К. Блинникова)
- 1953 — Елизавета Андреевна Ломоносова («Ломоносов» Вс. Иванова, постановка Б. Н. Ливанова, режиссер В. П. Марков)
- Параша («Горячее сердце» А. Н. Островского, постановка К. С. Станиславского), режиссеры М. М. Тарханов, И. Я. Судаков, В. А. Орлов, П. В. Лесли
- Лида («Платон Кречет» А. Корнейчука, постановка И. Я. Судакова)
- Свет – "Синяя птица" М. Метерлинк (постановка К. С. Станиславского, И. М. Москвина, Л. А. Сулержицкого, режиссер возобновления Г. Г. Конский)
- Валя – “Дорога через Сокольники” В. Раздольский (режиссер В. К. Монюков, ассистент режиссера М. А. Горюнов)
- Беленицына («Дворянское гнездо» по И.С. Тургеневу, постановка М. М. Яншина)
- Девка в картине “Мокрое” – “Братья Карамазовы” Ф.М. Достоевский (постановка Б.Н. Ливанова)
- Вице-губернаторша – “Мертвые души” М.А. Булгаков по поэме Н. В. Гоголя (руководитель постановки К. С. Станиславский. Режиссеры В. Г. Сахновский, Е. С. Телешева)
- Катя («Битва в пути» Г. Е. Николаевой, постановка В. Я. Станицына и В. К. Монюкова)
- Надежда – “Друзья и годы” Л.Г. Зорин (постановка А. А. Петрова)
- Ирина («Чти отца своего» В. Лаврентьева, постановка Б. Н. Ливанова)
- Клеопатра («Враги» М. Горького, постановка Вл. И. Немировича-Данченко, М. Н. Кедрова)
- Мария Чёрная – “Царская милость” К. Зидаров (постановка К. Мирского (НРБ)
- Гогола («Пока арба не перевернулась» О. Иоселиани, постановка И. М. Тарханова)
- Гумерсинда («Сон разума» А.-Б. Вальехо, постановка О. Н. Ефремова, режиссер В. И. Захаров)
- Дама на балу – “Жизнь Галилея” Б. Брехт (постановка В. Н. Богомолова)
- Варвара («Живи и помни» В. Г. Распутина, постановка В. Н. Богомолова, режиссер А. Б. Голиков)
- Екатерина Петровна («Дядюшкин сон»» по Ф. М. Достоевскому, постановка В. Н. Богомолова)
- Свет, Мать, соседка Берленго («Синяя птица» М. Метерлинка, постановка К. С. Станиславского, И.М. Москвина, Л.А. Сулержицкого, режиссеры возобновления М. М. Яншин, А. М. Комиссаров, затем А. А. Горюнова и К. К. Градополов)
- Баба (Вдова красноармейца) – “Мятеж” Д. Фурманов (постановка В. Н. Шиловского)
- Третья дама и Мать Тома Кенти – “Принц и нищий” С. В. Михалков по произведениям М. Твена (постановка Л.С. Танюка)
- Женщина с платком – “Кремлевские куранты” Н. Ф. Погодин (режиссура Вл. И. Немировича-Данченко, Л. М. Леонидова, М. О. Кнебель)
- Гостья на свадьбе – “Тамада” А. Галин (постановка К. М. Гинкаса)
- Синицына - "Тамада" А. Галина (постановка К.М. Гинкаса)
- Соседка Берленго – "Синяя птица" М. Метерлинк (постановка К.С. Станиславского, И.М. Москвина, Л.А. Сулержицкого, режиссеры возобновления А.А. Горюнова и К.К. Градополов)
- Туристка – "Французский квартал" Т. Уильямс (постановка Т.В. Дорониной)
- 2-я безответственная дама – "Зойкина квартира" М.А. Булгаков (постановка Т.В. Дорониной)
- 1-я безответственная дама – "Зойкина квартира" М.А. Булгаков (постановка Т.В. Дорониной)
- Вторая приживалка – "На всякого мудреца довольно простоты" А. Островского (постановка В.Я. Станицын, режиссер В. Н. Шиловский)
- Бабка – "В день свадьбы" В.С. Розов (постановка В. И. Ускова)
- Снегирева "Монах и бесёнок" ("Братья Карамазовы") Ф.М. Достоевский (режиссер А. В. Семенов)

### Озвучивание мультфильмов
- 1975 — 1976— Дядя Фёдор, пёс и кот — мать Римма

### Фильмография
- 1959 — Растеряева улица — Вера;
- 1972 — Враги — Клеопатра;
- 1976 — Стажёр — Любовь Сергеевна;
- 1991 — Сюжет для двух рассказов — Евгения Андреевна.

## Награды и премии
- заслуженная артистка РСФСР (29.7.1959).
- Сталинская премия второй степени (1951) — за исполнение роли колхозницы Груни Васильцовой в спектакле «Вторая любовь» по пьесе Е. Ю. Мальцева и Н. А. Венкстерн, постановка В. Я. Станицына.
- Орден Дружбы (2006)
- Медаль ордена «За заслуги перед Отечеством» II степени (1999)
- медаль «Ветеран труда»
- медаль «В память 850-летия Москвы» (1997)